# Paix de Jam Zapolski

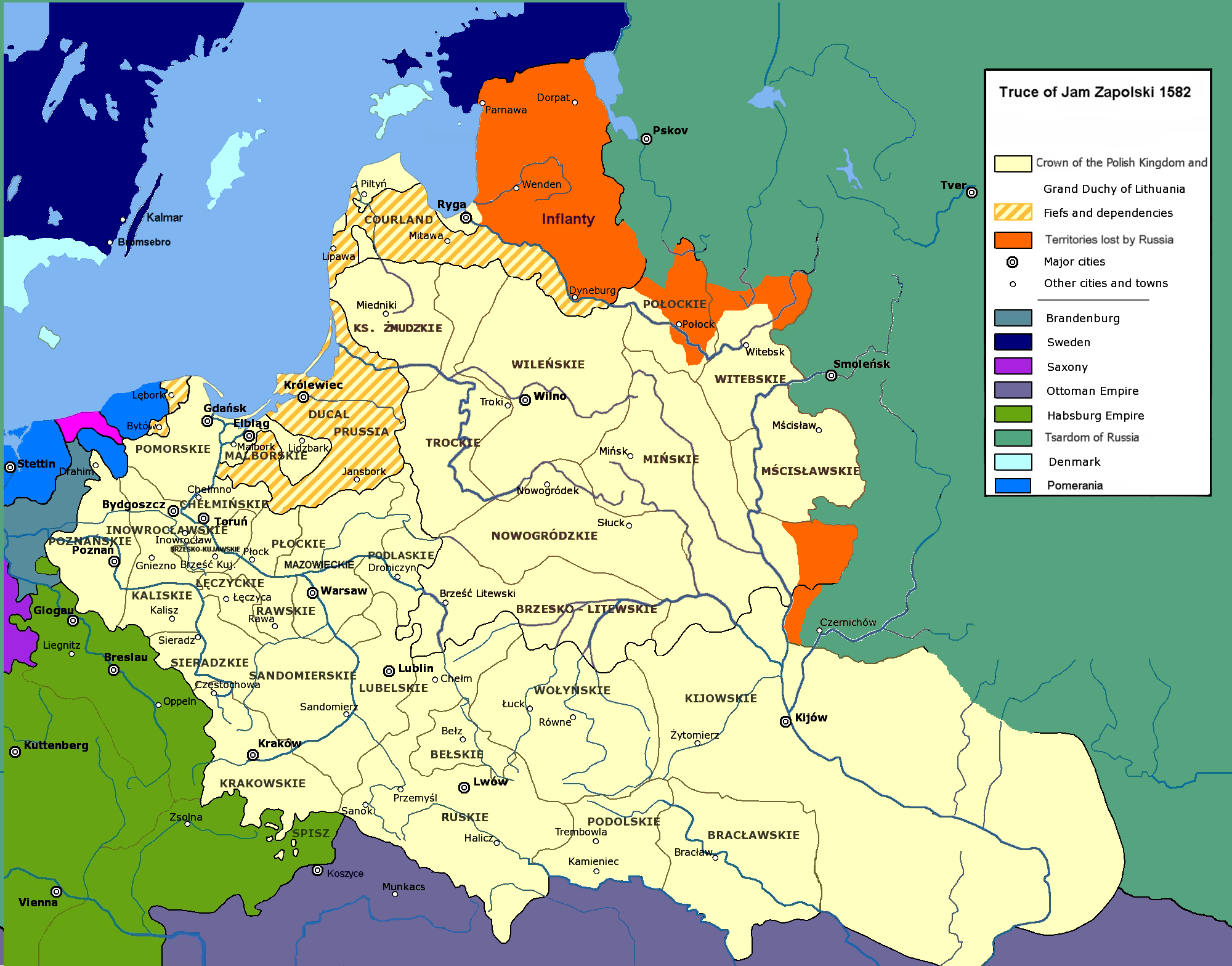
Situation de la Pologne-Lituanie à la suite de la paix de Jam Zapolski. Les territoires gagnés ou recouvrés sont indiqués en orange.

Le traité de Jam Zapolski, conclu le 15 janvier 1582 (calendrier grégorien) entre la république des Deux Nations (Étienne Báthory) et le tsarat de Russie (Ivan IV), instaure une trêve de 10 ans entre les deux pays, en conflit depuis deux décennies dans le cadre de la guerre de Livonie. 
On considère que le traité de Jam Zampolski et le traité de Plussa entre la Russie et la Suède (1583) marquent la fin de la guerre de Livonie.
Le nom du traité est celui d'un village russe des environs de Pskov, Zapolski Yam (en cyrillique Запольский Ям), polonisé sous la forme Jam Zapolski.

## Contexte
La guerre de Livonie (territoire correspondant aux actuelles Lettonie et Estonie), commencée en 1558, implique, outre la Confédération livonienne, la Russie, le royaume de Pologne et le grand-duché de Lituanie, unis en 1569 au sein de la république des Deux Nations, le royaume de Suède et le royaume du Danemark et de Norvège. 
La Confédération livonienne est dissoute au bout de trois années de guerre à la suite du traité de Vilnius de 1561. Après une seconde phase marquée par la lutte entre le Danemark et la Suède (guerre nordique de Sept Ans, 1563-1570), puis par les succès de la Russie en Livonie (1570-1578), l'avènement d'Étienne Bathory sur le trône de Pologne (1576) et son alliance avec la Suède permettent de lancer des offensives victorieuses contre l'armée russe, puis d'attaquer le territoire russe (siège de Pskov, commencé en 1581).

## Le traité
Les négociations, demandées par Ivan IV et menées avec l'aide du légat du pape Antonio Possevino,  débutent en décembre 1581. 
Le roi de Pologne est représenté notamment par Albert Radziwill.
Selon les termes du traité, la Russie abandonne ses conquêtes en Livonie, ainsi que les villes et territoires lituaniens de Polotsk et de Velij et la république des Deux Nations abandonne les territoires russes qu'elle occupe.
En ce qui concerne les territoires livoniens occupés par la Suède (dont les villes de Reval et de Narva), les Polonais font mentionner qu'ils les revendiquent comme leurs.

## Suites
L'année suivante, une trêve est conclue entre la Russie et la Suède (traité de Plussa). 
La trêve de Jam Zapolski est renouvelée pour 12 ans en 1591 et pour 20 ans en 1601 (mission menée par Lew Sapieha à Moscou auprès du tsar Boris Godounov). Cette trêve sera violée par les Polonais en 1605.